# Sint-Niklaaskerk (Diksmuide)
De Sint-Niklaaskerk is de kerk in het stadscentrum van Diksmuide in de Belgische provincie West-Vlaanderen. De gotische kerk staat vlak bij de Grote Markt, achter het stadhuis. De kerk werd in 1939 beschermd als monument.
De Sint-Niklaaskerk is de decanale kerk voor het decanaat Diksmuide, dat vier federaties omvat, bestaande uit 23 parochies op het grondgebied van de gemeenten Diksmuide, Houthulst en Lo-Reninge. Huidig deken is E.H. Wilfried Jonckheere.

## Geschiedenis

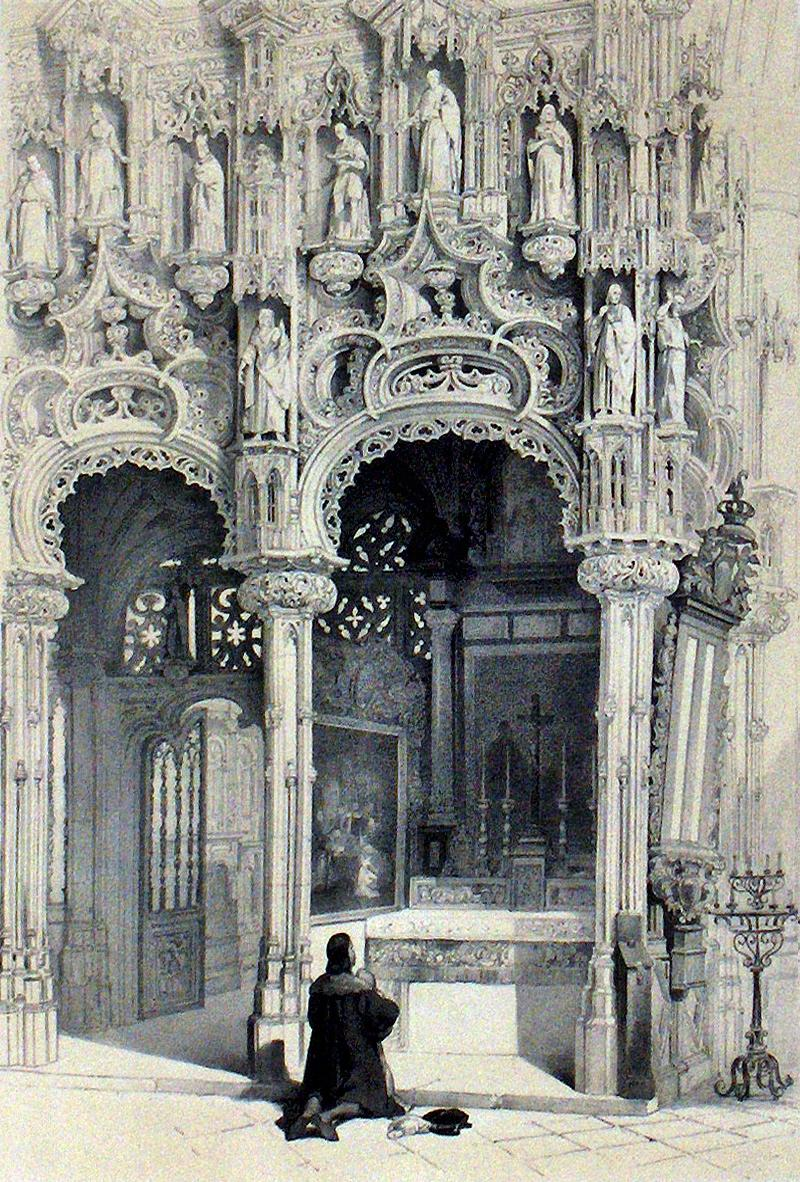
Gotisch doksaal, verwoest in de Eerste Wereldoorlog

De oorspronkelijke kerk werd in 1144 gewijd door bisschop Milo van Terwaan en in de loop van de dertiende eeuw geleidelijk aan uitgebreid. In 1333 werd de kerk door brand in de as gelegd. Restanten van het oorspronkelijke gebouw worden in de nieuwe constructie verwerkt. Ook in 1573 en 1672 werd de kerk door brand geteisterd, met de nodige restauratie- en herstellingswerken tot gevolg. Tijdens de Eerste Wereldoorlog werd de kerk volledig verwoest. De Duitse artillerie, die opereerde vanuit Klerken, gebruikte de torenspits als oriëntatiepunt voor de beschieting van Diksmuide.
De Brugse architect Jozef Viérin leidde van 1923 tot 1925 de heropbouw naar vooroorlogs model. Op 27 mei 1940, een dag voor de capitulatie van het Belgische leger, werd de kerk opnieuw verwoest toen de Duitsers haar met brandbommen bestookten. De daaropvolgende restauratiewerken onder leiding van de architecten Jozef en Luc Viérin sleepten aan tot het begin van de jaren 50.

## Interieur

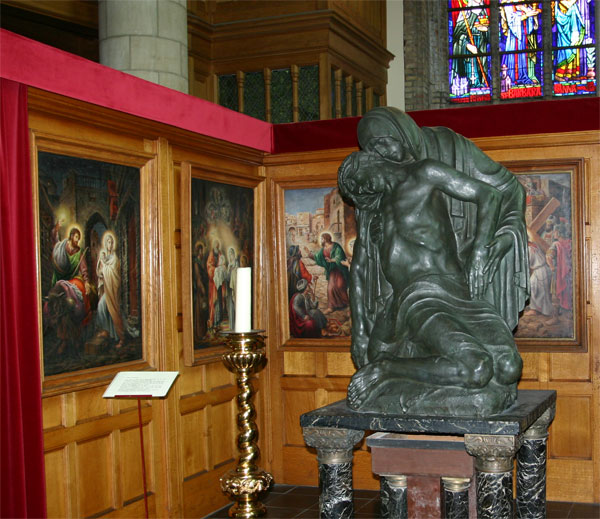
Piëta

### Voor de Eerste Wereldoorlog
Van het oorspronkelijke interieur bleef na de vernielingen door oorlogsgeweld niets meer over. Pronkstuk van de verwoeste kerk was het laatgotisch doksaal, tussen 1535 en 1542 vervaardigd door steenhouwer J. Bertet. Tot de andere verloren gegane kunstwerken behoren een "Aanbidding der Wijzen" uit 1644 van Jacob Jordaens, een eikenhouten koorgestoelte uit 1600 gesneden door U. Taillebert (Ieper), een marmeren tabernakel uit de periode 1611-1613 naar een ontwerp van de Bruggeling H. Stalpaert, een eikenhouten kerkmeestersbank uit 1542 waarvan een replica werd gemaakt dat zich thans in de narthex van de kerk bevindt, en een doopvont in koper en marmer uit 1626.

### Na de wederopbouw
Het interieur van de naoorlogse kerk wordt gekenmerkt door sobere moderne stijlelementen en kunstwerken, die de geschiedenis van het gebouw respecteren. Tot de kunstschatten behoren onder meer:
- Reconstructie van de 17de-eeuwse doopvont door Oscar Sinia (1925)
- Bronzen kruisweg van veertien staties (ca. 1931-1933) en bronzen Piëta (Nood-Gods) (1932) naar ontwerp van Oscar Sinia en gegoten door de gebroeders Minne uit Gent
- Glasramen onder andere in koor, zijkoren en doopkapel naar ontwerp van M. Martens uit Brugge (1963)
- Reeks olieverfschilderijen 'De zeven weeën van Maria' door de Gentse pater Andreas Bosteels

Verder zijn in de zijbeuken voorwerpen te zien die na de Eerste Wereldoorlog uit de ruïne van de kerk zijn gered, zoals fragmenten van kapitelen, kandelaars en een gepolychromeerd beeld van een ongeïdentificeerde vrouwelijke heilige.

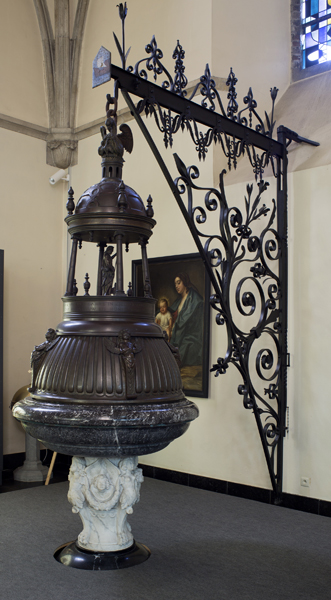
Doopvont
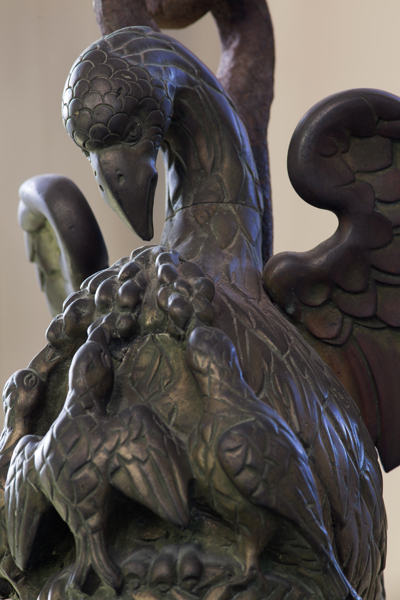
Doopvont (detail)
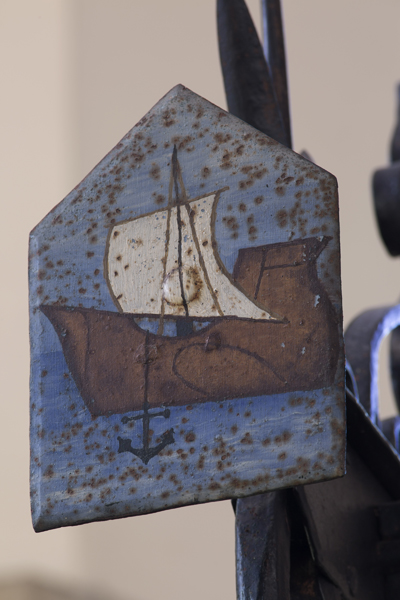
Doopvont (detail)
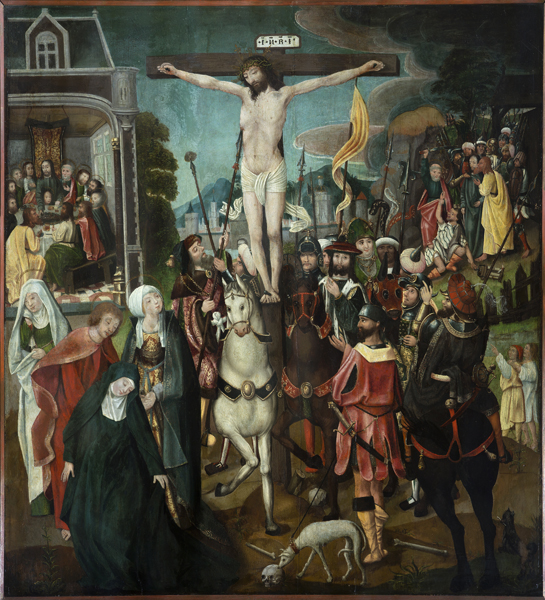
Schilderij Golgotha
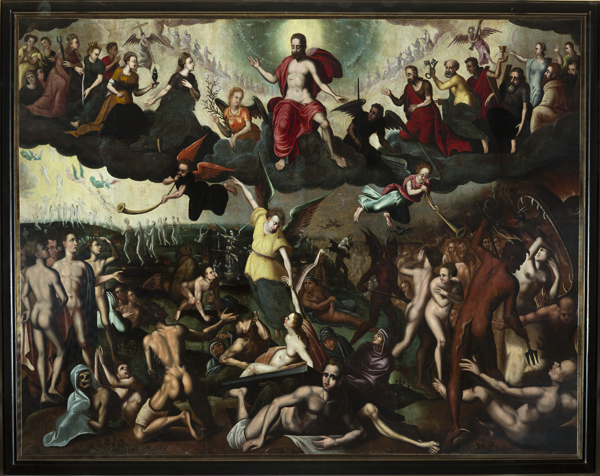
Schilderij Het laatste oordeel
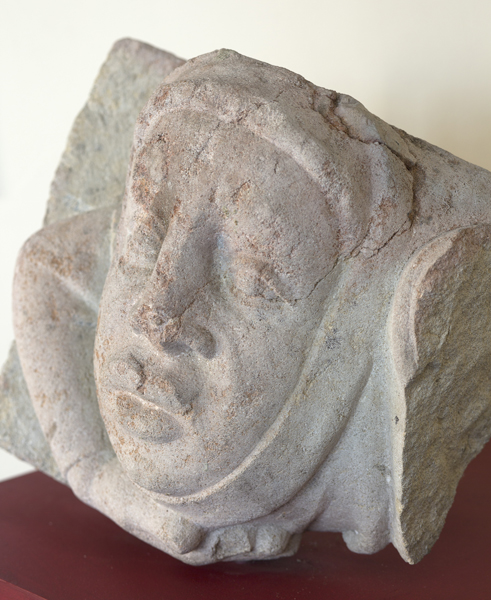
Kraagsteen van de oorspronkelijke kerk

## Trivia
Volgens Antonius Sanderus ligt Jacobus Clemens non Papa begraven in de Sint-Niklaaskerk.